# Correio Braziliense
Correio Braziliense é um jornal brasileiro com sede em Brasília, Distrito Federal, pertencente aos Diários Associados, do qual fazem parte outros veículos de comunicação.
Ao lado de Folha de S.Paulo, Estado de Minas, Zero Hora, O Globo e O Estado de S. Paulo, entre outros, forma o grupo dos principais jornais de referência do Brasil.

## História

Assis Chateaubriand, fundador do Jornal Correio Braziliense

Fundado no dia 21 de abril de 1960 por Assis Chateaubriand, juntamente com a inauguração da cidade e a da TV Brasília. O nome veio do histórico Correio Braziliense ou Armazém Literário, editado em Londres a partir de 1808 por Hipólito José da Costa.
Em 1960, aceitando um desafio do presidente Juscelino Kubitschek, os Diários Associados, então maior conglomerado de mídia no Brasil, se propuseram a lançar um jornal na nova capital federal, Brasília. Descobrindo nos escritos de Hipólito José da Costa ideias favoráveis à transferência da capital do Rio de Janeiro para o interior, o então diretor dos Diários Associados Assis Chateaubriand decidiu retomar o título, aproveitando o termo brasiliense que começava a ser empregado como adjetivo pátrio de Brasília. No entanto, para manter a fidelidade ao título de Costa, decidiu-se por conservar a grafia arcaica braziliense, no lugar da grafia atual do gentílico, brasiliense.
Mesmo após a morte de Assis Chateaubriand, o Correio, diferentemente da sua co-irmã TV Brasília que foi vendida em 2001, continuou a pertencer aos Diários Associados, sendo o principal jornal da Capital Federal.

### Design gráfico

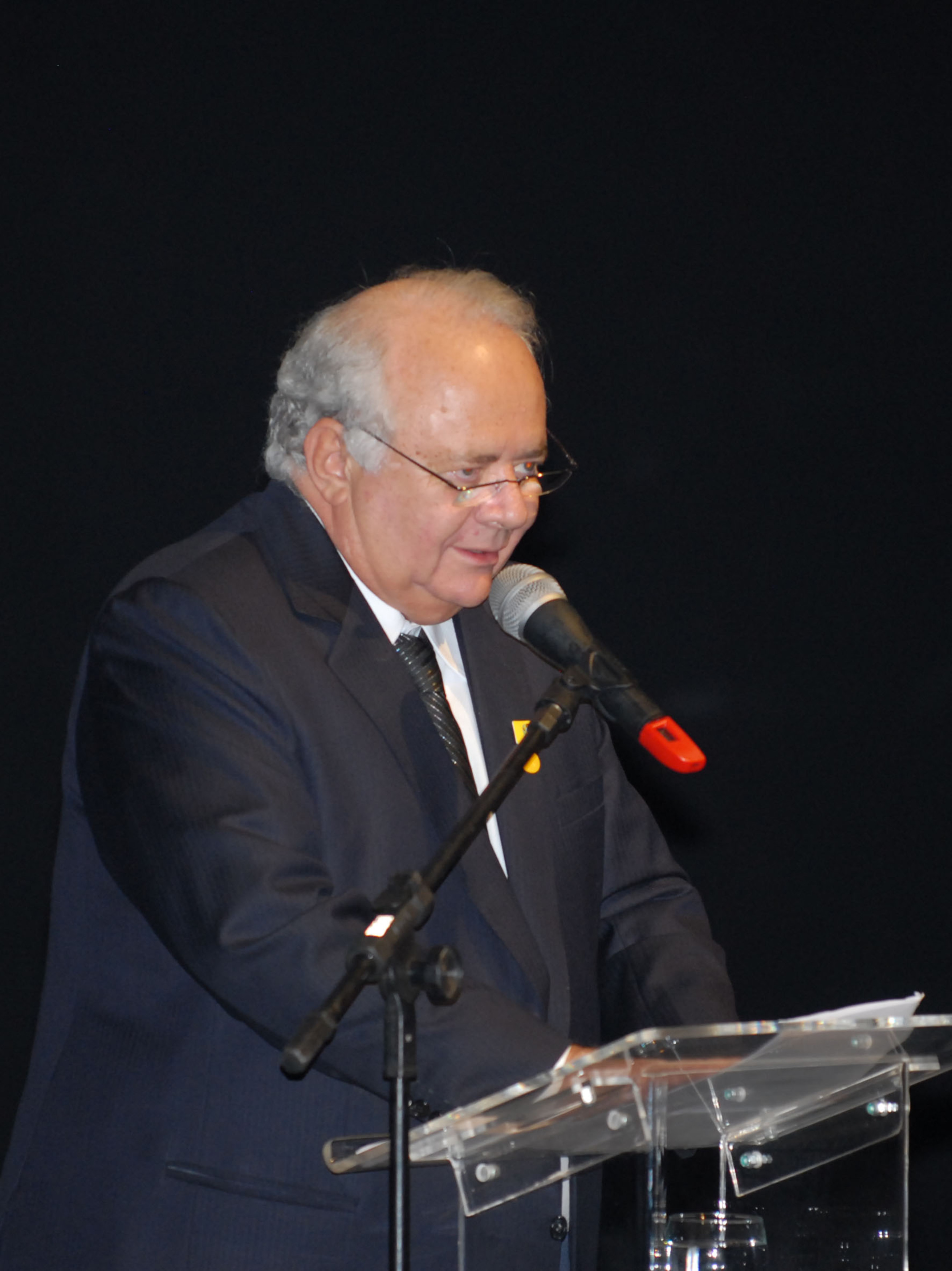
O presidente do Correio Braziliense, Álvaro Teixeira da Costa, discursando durante o jantar comemorativo dos 50 anos do jornal. Foto:Renato Araujo/ABr.

Na gestão do editor executivo Ricardo Noblat, o Correio Braziliense foi o jornal brasileiro com o design gráfico mais premiado pela "Society for News Design" (SND), a mais importante sociedade internacional de design de jornais. O então editor executivo de arte, Francisco Amaral, foi o profissional que arquitetou as mudanças de design do jornal. O projeto gráfico criado por Amaral também foi premiado pela SND.[carece de fontes?]
Da década de 1990 até 2003, o Correio Braziliense liderou no design de jornais brasileiros, seguindo o conceito de um jornal aberto às mudanças de linguagem nas publicações editoriais. O exemplo mais claro dessa visão está no projeto da primeira página do jornal, valorizando um ou dois temas principais e utilizando uma sofisticada hierarquia tipográfica para as chamadas e manchetes.[carece de fontes?]
Em 2022, com a crise no grupo responsável pelo jornal, foi anunciado a compra de debêntures da sede da empresa pelo político Luiz Estevão.

### Internet
Em 21 de abril de 2008, o site do Correio Braziliense foi totalmente reformulado visando torná-lo mais interativo. Além do telejornal "Correio Notícias", outros programas da grade são o "Grita Geral", o "Bate-Pronto", e o "Correio Debate". Complementarmente, o internauta também poderá participar de enquetes.
No dia 21 de junho de 2009, o jornal lançou seu novo projeto gráfico e editorial
No dia 15 de janeiro de 2011, o Correio lançou sua versão para iPad.

## Cadernos
Após a reforma gráfica do jornal, ocorrida em 2009, a classificação dos cadernos ficou assim:
Cadernos diários
- Primeiro caderno: Capa, Política, Brasil, Economia, Opinião, Mundo, Saúde e Ciência, Superesportes
- Caderno cidades: Cidades, Política & Economia no DF
- Diversão & Arte
- Classificados

Editorias não-diárias do jornal
- Tecnologia: segundas-feiras, quartas-feiras e sextas-feiras
- Saber Viver: terças-feiras
- Gastronomia: quintas-feiras e sábados
- Pensar: Sábado

Suplementos semanais
- Segunda-feira: Direito & Justiça
- Quarta-feira: Turismo
- Quinta-feira: Veículos (Vrum)
- Sexta-feira: Divirta-se Mais
- Domingo: Revista do Correio e Trabalho&Formação Profissional

## Prêmios

### Prêmio Esso de Jornalismo
Concedido pela Exxon Mobil do Brasil, o Prêmio Esso de Jornalismo é a Máxima Honraria do jornalismo brasileiro, conhecida popularmente como o "Óscar do jornalismo". Em 1994 e 2000 o jornal venceu o Prêmio Honorário, dado à Melhor Contribuição à Imprensa, de alguma instituição, pessoa ou produto, ao mercado jornalístico.
- Esso Regional Centro-Oeste 1995, concedido a Antônio Vital, Ana Beatriz Magno, Anamaria Rossi, Luis Turiba, Orlando Pontes e Jailton de Carvalho, pela obra "A MÁFIA DO CONDOMÍNIO"[11]
- Prêmio Esso de Jornalismo 2000 - Melhor Contribuição à Imprensa: "Pela coragem e ineditismo demonstrados ao editar a manchete "O Correio Errou", reconhecendo a incorreção da informação veiculadas também em manchete do dia anterior"[12]
- Prêmio Esso de Jornalismo 1994 - Melhor Contribuição à Imprensa: "Cuja reforma comprova a viabilidade da imprensa independente no centro do poder, movimenta o mercado jornalístico e fortalece a estrutura dos Diários Associados"[13]
- 2002: Esso Regional Centro-Oeste, concedido a Tina Evaristo e Equipe, pela reportagem "Grilagem em Brasília"[14]
- 2003: Esso Regional Centro-Oeste, concedido a Eumano Silva, Thiago Vitale, Matheus Leitão e Rodrigo Rangel, pela reportagem "Guerrilha no Araguaia"[15]
- 2005: Esso Especial de Primeira Página, concedido a João Bosco A. de Almeida, Carlos Marcelo, Cristine Gentil, Alexandre Botão e Luis Tajes, pela reportagem "Mais Quatro Anos…"[16]
- 2008: Esso de Reportagem, concedido a Ana Beatriz Magno e José Varella, pela reportagem "Os Brinquedos dos Anjos"[17]
- 2009: Esso de Informação Econômica, concedido a Vicente Nunes, Ricardo Allan, Vânia Cristino, Karla Mendes, Letícia Nobre, Luciano Pires, Luciana Navarro, Mariana Flores e Edna Simão, pela reportagem "O Brasil que Emergirá da Crise"[18]

### Prêmio Engenho de Comunicação
Concedido pela Engenho Criatividade em Comunicação, é o principal prêmio dado a veículos e jornalistas locados em Brasília. Foi dado ao Correio Braziliense por sete vezes.
- 2011 - Melhor Veículo Impresso: Caderno Cidades (Correio Braziliense).
- 2011 - Melhor Inovação Jornalística: Pacote iPad do Correio Braziliense.[19]
- 2010 - Melhor Veículo Impresso: Caderno Super Esportes (Correio Braziliense).[20]
- 2009 - Melhor Cobertura de Brasília: Correio Braziliense.[21]
- 2008 - Melhor Veículo Impresso: Correio Braziliense.[22]
- 2007 - Melhor Veículo Impresso: Correio Braziliense.[23]
- 2006 - Melhor Veículo Impresso: Revista do Correio (Correio Braziliense).[24]

### Prêmio Vladimir Herzog
Menção Honrosa do Prêmio Vladimir Herzog por Jornal
| Ano  | Obra                           | Veículo de mídia                      | Autor      | Resultado |
| ---- | ------------------------------ | ------------------------------------- | ---------- | --------- |
| 2014 | "Mapa da Ditadura em Brasília" | Jornal Correio Braziliense – Brasília | Ana Pompeu | Venceu    |

Menção Honrosa do Prêmio Vladimir Herzog por Texto
| Ano  | Obra                    | Veículo de mídia                  | Autor                            | Resultado |
| ---- | ----------------------- | --------------------------------- | -------------------------------- | --------- |
| 2017 | “Brasília Confidencial” | Correio Braziliense – Brasília/DF | Adriana Bernardes e Renato Alves | Venceu    |

Menção Honrosa do Prêmio Vladimir Herzog por Arte
| Ano  | Obra                       | Veículo de mídia              | Autor                    | Resultado |
| ---- | -------------------------- | ----------------------------- | ------------------------ | --------- |
| 2003 | Charge "Convivência Atroz" | Jornal Correio Braziliense/DF | Fernando de Castro Lopes | Venceu    |

## Slogans
- 1991-1997: Identidade com o leitor
- 1994: Identidade com Brasília
- 2000-2008: O Jornal Capital
- 2008: 200 anos de um ideal
- 2008-2018: Você à frente de tudo.
- 2018-: Jornalismo de Verdade